# Evaristo Sande
Evaristo Sande López (Buenos Aires, Argentina, 20 de marzo de 1934-Málaga, España, 3 de marzo de 1989) fue un futbolista argentino. Jugaba de delantero en Argentina y de medio en España y su primer club fue Racing Club.

## Carrera
Comenzó su carrera en 1956 jugando para Racing Club de Avellaneda. Jugó en el club hasta 1958. Ese año se trasladó a España para jugar en el Real Oviedo hasta 1960. En 1962 se trasladó al CD Málaga, manteniéndose en el equipo malaguista hasta el año 1963. En 1966 se confirma su traslado al Granada CF, club en el cual en el año 1967 se retira definitivamente del fútbol.

## Clubes
| Club        | País      | Año       |
| ----------- | --------- | --------- |
| Racing Club | Argentina | 1957-1958 |
| Real Oviedo | España    | 1958-1960 |
| CD Málaga   | España    | 1962-1963 |
| Granada CF  | España    | 1966-1967 |

## Palmarés

### Como jugador

#### Campeonatos nacionales
| Título           | Club        | País      | Año  |
| ---------------- | ----------- | --------- | ---- |
| Primera División | Racing Club | Argentina | 1958 |